# Margaret Qualley
Sarah Margaret Qualley (Kalispell, 23 oktober 1994) is een Amerikaanse actrice, danseres en model. Ze is het meest bekend door haar rol van Jill Garvey in de televisieserie The Leftovers en haar hoofdrol van zuster Cathleen in de film Novitiate.

## Levensloop
Qualley werd geboren in Kalispell in de staat Montana. Ze is de dochter van Andie MacDowell. Ze heeft een oudere broer en een oudere zus. De eerste jaren van haar jeugd bracht ze door op een boerderij in Missoula, Montana. Als tiener woonde ze in Asheville, North Carolina. Op 14-jarige leeftijd volgde Qualley een studie dans aan de North Carolina School of the Arts. Als danseres verdiende ze een stageplek bij het American Ballet Theatre in New York. Toen Qualley zestien jaar oud was kreeg ze een aanbod bij het North Carolina Dance Theater, maar besloot te stoppen met dansen, om in New York modellenwerk te kunnen doen. Qualley veranderde haar focus ook op acteerwerk. Ook ging ze studeren aan de Royal Academy of Dramatic Art in Londen en aan de New York-universiteit.
In 2011 maakte Qualley haar debuut als model op 16-jarige leeftijd tijdens de New York Fashion Week voor Alberta Ferretti. In 2012 was ze model tijdens de Paris Fashion Week voor Valentino en Chanel. Qualley heeft geposeerd voor publicaties zoals Vogue, W, Teen Vogue en Vanity Fair. In 2016 verscheen Qualley in een campagne van Ralph Lauren. Ze heeft getekend bij IMG Models en Uno Models Barcelona. 
Op televisie speelde ze drie seizoenen in de HBO-dramaserie The Leftovers. In 2016 verscheen ze in de film The Nice Guys van Shane Black. In 2019 speelde ze de hoofdrol in de Netflix-sciencefictionfilm Io van Jonathan Helpert. Ook was ze hetzelfde jaar te zien in de misdaadfilm Once Upon a Time in Hollywood van Quentin Tarantino.

## Prijzen en nominaties
| Jaar | Prijs                            | Titel                         | Categorie                                                                         | Uitslag     |
| ---- | -------------------------------- | ----------------------------- | --------------------------------------------------------------------------------- | ----------- |
| 2019 | Emmy Award                       | Fosse/Verdon                  | Vrouwelijke bijrol in een miniserie of televisiefilm                              | Genomineerd |
| 2020 | Critics' Choice Television Award | Fosse/Verdon                  | Beste vrouwelijke bijrol in een gelimiteerde serie of film gemaakt voor televisie | Genomineerd |
| 2020 | Screen Actors Guild Award        | Once Upon a Time in Hollywood | Uitstekende prestatie door een cast in een film                                   | Genomineerd |